# Eurylaimus
Eurylaimus är ett släkte i familjen praktbrednäbbar inom ordningen tättingar. Släktet omfattar vanligen endast två arter som förekommer från Sydostasien till Borneo och Java:
- Bandad brednäbb (E. javanicus) 
  - E. [j.] harterti – urskiljs som egen art av bl.a. BirdLife International
- Svartgul brednäbb (E. ochromalus)

Familjerna praktbrednäbbar (Eurylaimidae) och grönbrednäbbar (Calyptomenidae) behandlades tidigare som en och samma familj, Eurylaimidae, med det svenska trivialnamnet brednäbbar. Genetiska studier visar att de inte är varandras närmaste släktingar.